# Mieczysław Chałupczyński
Mieczysław Chałupczyński (ur. 14 października 1893 w Warszawie, zm. 3 stycznia 1946 w Bogocie) – polski dyplomata.

## Życiorys
Ukończył szkołę realną i Wyższą Szkołę Rolniczą w Wiedniu. Do służby dyplomatycznej II Rzeczypospolitej wstąpił 20 listopada 1918. Do 1 lutego 1920 pełnił funkcję referenta, przerwał pracę w MSZ na dwa lata, od 1 stycznia 1922 ponownie referent w centrali MSZ, 15 lutego 1922 został skierowany do Poselstwa RP w Moskwie jako drugi sekretarz poselstwa (do 1 października 1923). Po kilku miesiącach w centrali MSZ, ponownie w poselstwie w Moskwie, gdzie pozostał do 30 czerwca 1926. Ponownie w centrali MSZ jako radca ministra. Od 1 lutego 1927 sekretarz legacyjny w poselstwie RP  w Rzymie, od 1 stycznia 1929 sekretarz legacyjny w poselstwie RP w Berlinie.
Od 1 lutego 1931 ponownie w centrali MSZ, w Departamencie Administracyjnym i w Departamencie Politycznym jako kierownik referatu. Jako sekretarz poselstwa II klasy przebywał na placówce w Moskwie (1924–1926). W czerwcu 1926 roku zostaje przeniesiony do MSZ jako radca ministerialny. Od 1929 jako sekretarz poselstwa I klasy przebywa na placówce w Berlinie, następnie odwołany do MSZ. 1 lutego 1934 został skierowany do służby konsularnej, objął kierownictwo wicekonsulatu w Użhorodzie.
Po proklamacji niepodległości Słowacji od 16 marca 1939 do 1 września 1939 chargé d’affaires w  Bratysławie. Od 1 lutego 1940 był dyrektorem Wydziału Osobowego MSZ w rządzie RP na uchodźstwie. W czerwcu 1940 r. był przejściowo kierownikiem MSZ (w czasie ewakuacji z Angers do Londynu).
Od 1 stycznia do 31 grudnia 1941 był chargé d’affaires w Argentynie, akredytowanym również w Boliwii, Chile, Ekwadorze, Paragwaju i Urugwaju. Od 1 kwietnia 1942 do końca 1945 roku poseł w Kolumbii i Wenezueli.
W 1932 odznaczony włoskim Krzyżem Komandorskim Orderu Korony, w 1935 afgańską Wielką Wstęgą Orderu Gwiazdy, a w 1939 Krzyżem Kawalerskim Orderu Odrodzenia Polski.